# Aina Garcia-Carbó
Aina Garcia-Carbó   (Castelló de la Plana, 4 de novembre de 1993) és una poeta i crítica literària valenciana especialitzada en literatura infantil i juvenil. És mestra, graduada en Magisteri Infantil per la Universitat Jaume I, té un màster sobre Literatura Infantil, Juvenil i Llibres de la Universitat Autònoma de Barcelona i col·labora amb diverses revistes i publicacions com a critica literària. És filla del també poeta i mestre Manel Garcia i Grau.
D'ençà del 2019 és la presidenta d'El Pont Cooperativa de Lletres, l'associació que acull als i les escriptores que escriuen en català a les comarques de Castelló.

## Trajectòria
Aina Garcia-Carbó començà a escriure en secret amb 12 anys, arran de la mort del seu pare, i el 2015 aquells poemes eixiren a la llum en forma de recull amb el títol de Rere la paraula.
L'any 2017 participà en el llibre col·lectiu Nosaltres les fusterianes, un recull de reflexions femenines sobre l'obra de l'intel·lectual de Sueca. L'any 2018 publicà Les detectives i el banquet de carxofa, una novel·la curta que explica les aventures de tres xiques que han de realitzar un treball per a l'Institut que consisteix en l'elaboració d'una recepta de cuina amb la carxofa amb denominació d'origen del municipi. Amb aquesta premissa les tres protagonistes comencen a investigar diferents espais de Benicarló, com ara les cooperatives, restaurants i a les seves pròpies famílies per tal d'aconseguir crear un plat perfecte.
El 2019 guanyà el Premi València Nova de poesia de la Institució Alfons el Magnànim amb El cor heretge, un poemari transversal que és un clam pel feminisme i en contra de les múltiples agressions o discriminacions que puguen arribar a patir les dones o qualsevol altre tipus d'injustícia cap algú.
L'any 2020 publicà el seu tercer poemari, Crònica de la cadència, amb què va guanyar el Premi Teodor Llorente de Poesia. Un poemari que parteix de la reflexió filosòfica suggerida per les tesis de pensadores i pensadors com David Hume, Michel de Montaigne o Hannah Arendt. El 2021, guanyà el Premi de Poesia Infantil Fundació Caixa Cooperativa d'Algemesí amb Malifetes satisfetes.
El 2023 compilà la primera antologia poètica d'Isabel Clara-Simó, El desig és foc i és gel. Antologia poètica (Tàndem), que aplega poemes dels tres poemaris publicats de l'autora alcoiana, així com poemes inèdits i alguns de dispersos en reculls o publicacions periòdiques.

## Obra publicada

#### Poesia
- Rere la paraula (Pròleg de Ramon Guillem Alapont. Onada, 2015)
- El cor heretge (Premi València Nova-Alfons el Magnànim de poesia. Bromera, 2019)[7]
- Crònica de la cadència (Premi Teodor Llorente. Vincle, 2020)[8]
- El vast domini (Pròleg de Ramon Guillem. Premi Festa d'Elx. Bromera, 2024)[9]

#### Poesia infantil
- Malifetes satisfetes (Premi de Poesia Infantil Fundació Caixa Cooperativa d'Algemesí. Andana, 2021)
- Quin mestratge, ser salvatge! (Il·lustracions de Verònica Fabregat. Edelvives, 2024)

#### Narrativa
- Nosaltres les fusterianes (Obra col·lectiva. Editorial 3i4, 2017)
- Les detectives i el banquet de carxofa (Il·lustracions de Gloria Celma, narrativa breu. Bromera, 2018)